# Ceracis schaefferi
Ceracis schaefferi is een keversoort uit de familie houtzwamkevers (Ciidae). De wetenschappelijke naam van de soort werd in 1917 gepubliceerd door Charles Dury.